# تصوير سريالي
التصوير السريالي (بالإنجليزية: Photomontage)‏ هو عملية تعديل وتركيب لصورتين أو أكثر لإنشاء صورة أخرى تمثل شيئا من الخيال الذي لا يمكن أن نشاهده في العالم الحقيقي، وذلك باستخدام برامج التعديل على الصور مثل الفوتوشوب.

## التاريخ
ظهر فن التصوير السريالي في سنوات العشرينات من القرن الماضي على يد الفنان النمساوي راؤول هوسمان، وجاء ذلك عندما ظهرت له نتائج استخدام التركيب بشكل إبداعي، وفكر بأن يخلق مواضيع جديدة بتلك الصور المركبة ويخرجها عن سياقها المألوف والمتعارف عليه في خرق للقواعد الأكاديمية.

## معرض صور

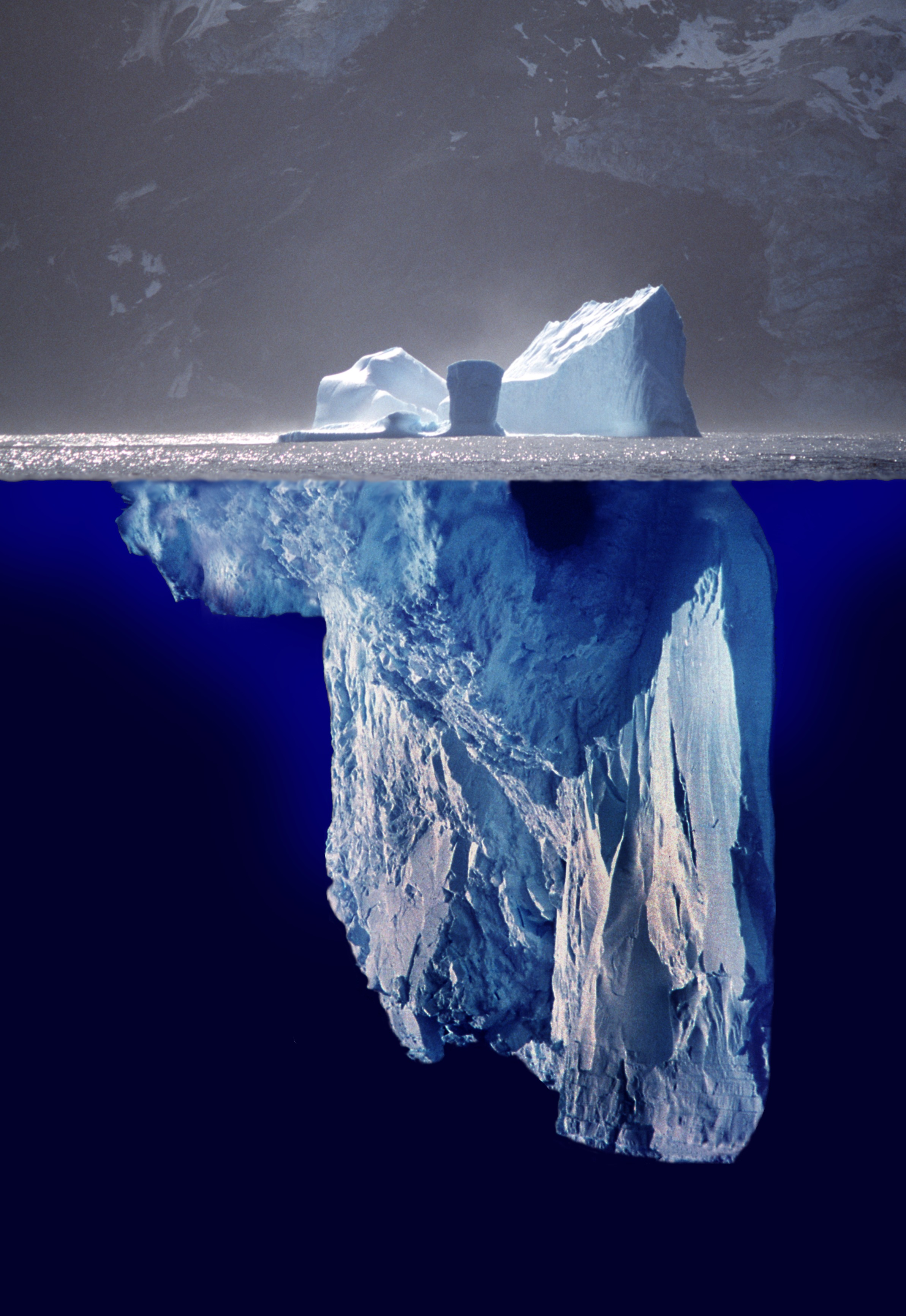
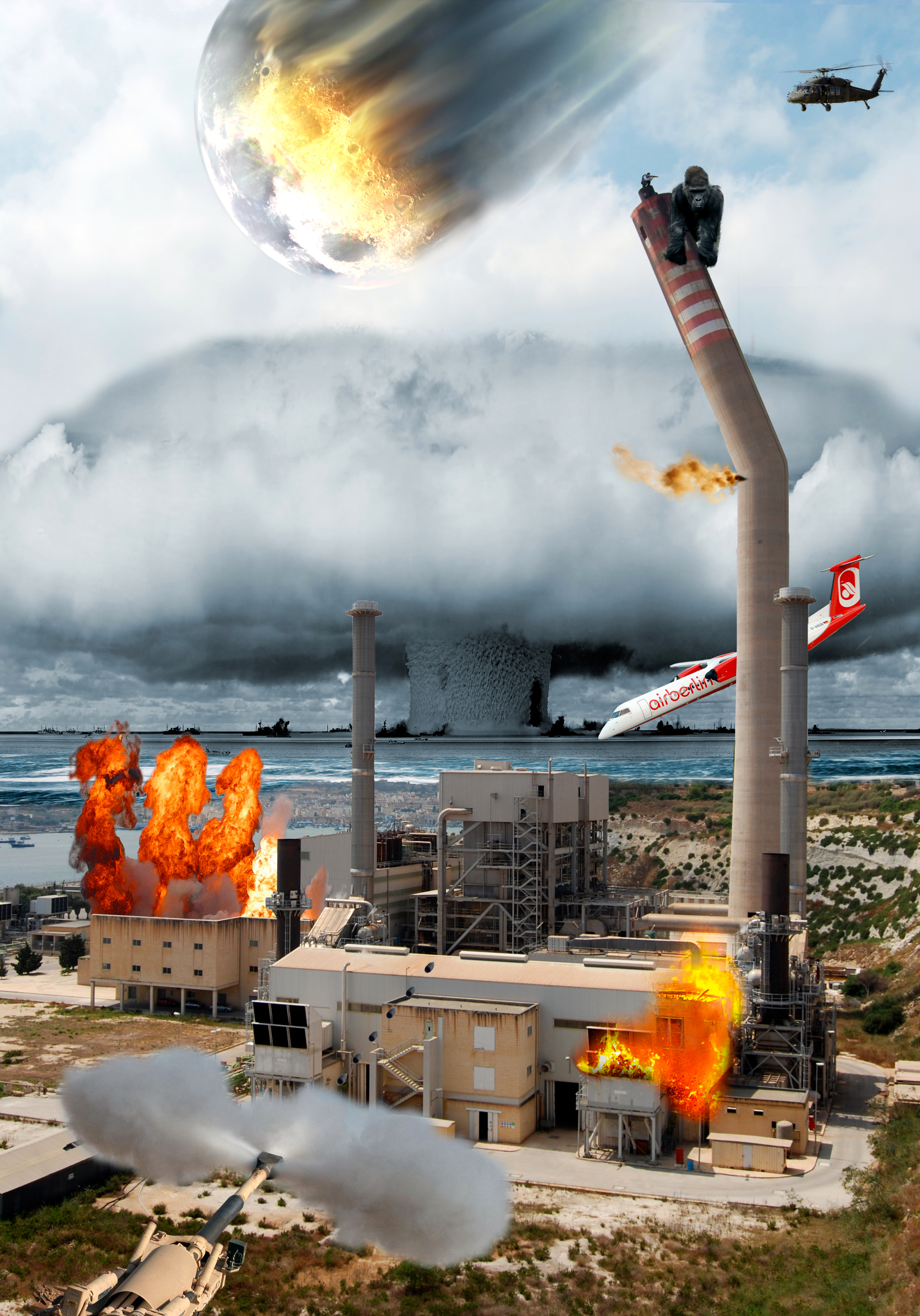
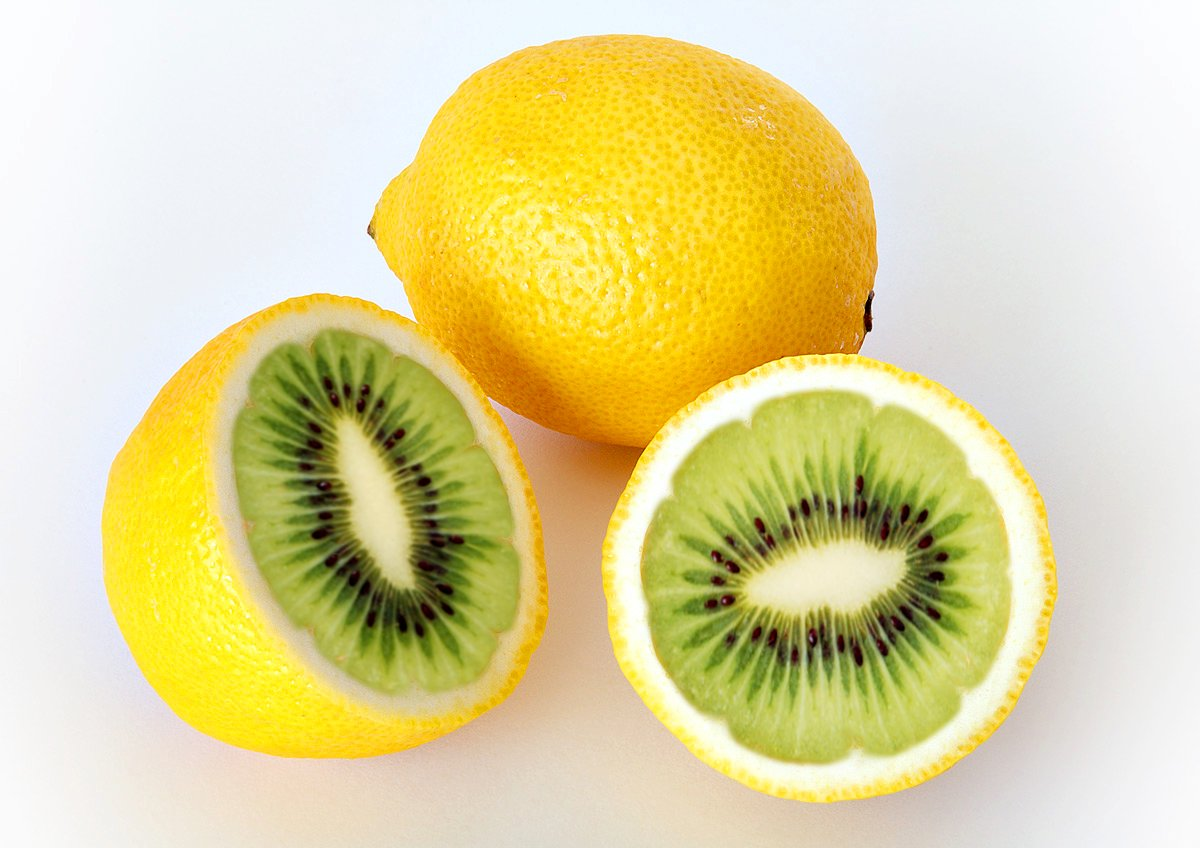